# Dolina Górnego Hronu

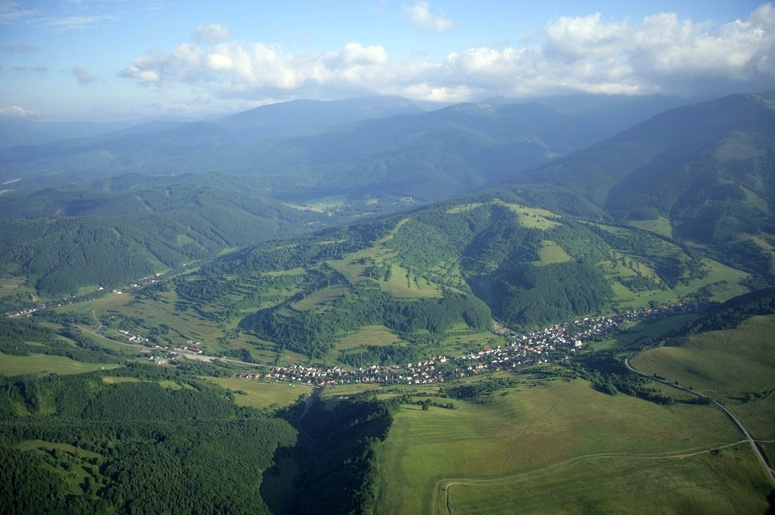
Mýto pod Ďumbierom

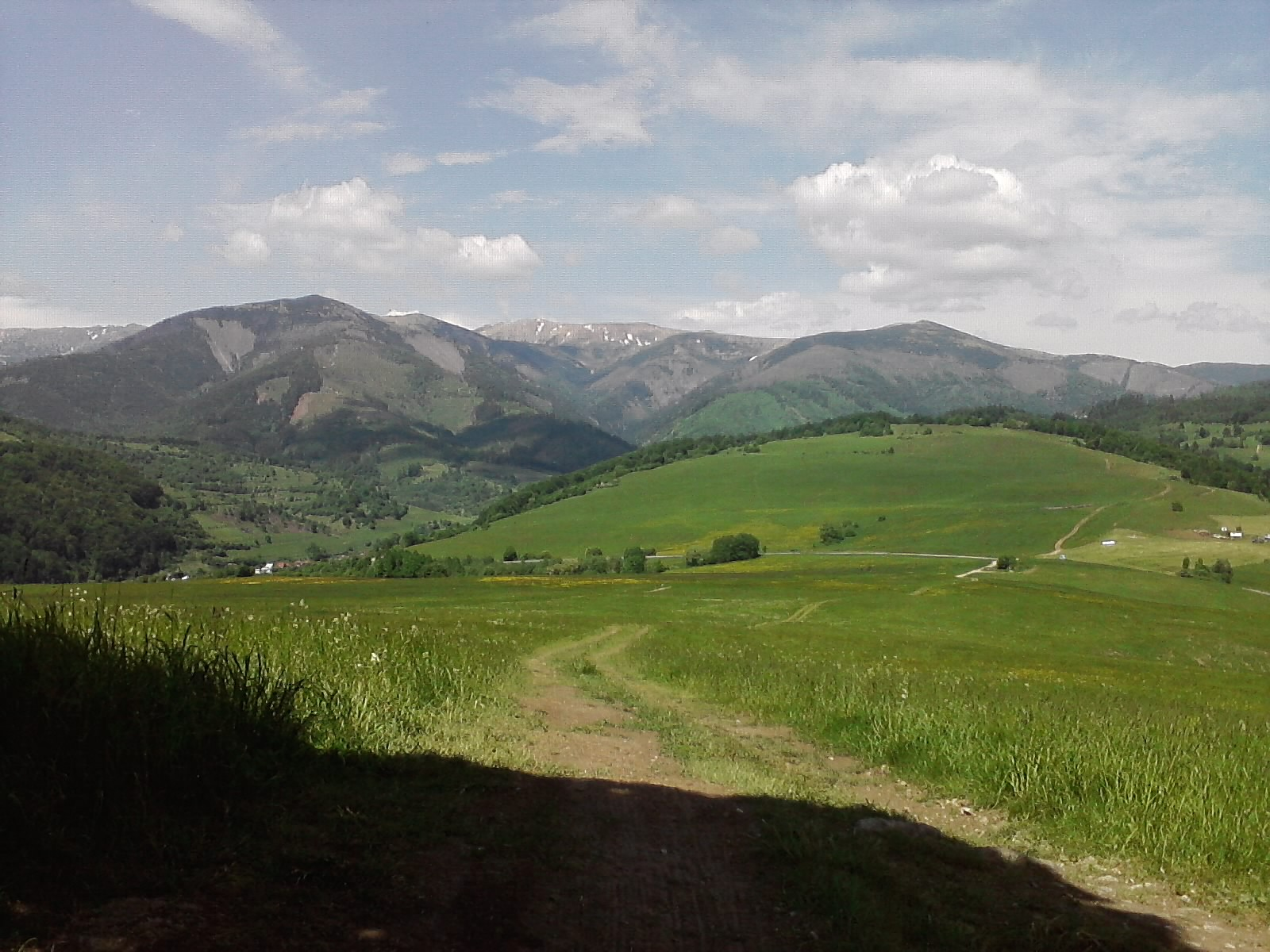
Horehronie

Dolina Górnego Hronu (słow. Horehronie) – tradycyjny i jednocześnie turystyczny region Słowacji rozpościerający się w górnym biegu Hronu na obszarze powiatu Bańska Bystrzyca i Brezno. Od północy region jest ograniczony przez łańcuchy Starohorskich Wierchów i Niżnych Tatr, a od południa przez Muránską planinę, Rudawy Weporskie i Polanę.
Horehronie jest jedną z najbardziej malowniczych części Słowacji z powodu różnorodności naturalnych walorów, bogatej kultury i tradycji.

## Atrakcje przyrodnicze
Na Horehroniu znajdziemy wiele atrakcji przyrodniczych. Najwyższemu stopniowi ochrony podlegają dwa parki narodowe – Park Narodowy Niżne Tatry i Park Narodowy Muránska planina. Ośrodki Mýto pod Ďumbierom i Tále oferują dobry dostęp do Niżnych Tatr wraz z udogodnieniami dla turystów. Niedaleko znajduje się Jaskinia Bystrzańska, która podczas słowackiego powstania narodowego służyła za schronienie dla okolicznych mieszkańców.
Popularnym sportem na Horehroniu jest narciarstwo, zarówno zjazdowe, jak i biegowe. W Osrbliu jest centrum biathlonu, w którym w 1997 r. odbyły się mistrzostwa świata w biathlonie. Warunki do narciarstwa zjazdowego są na zboczach Chopoka, na Czertowicy, w Mýtie pod Ďumbierom, w Selcach i innych miejscach. W miejscowości Brusno jest uzdrowisko.

## Kultura
Dolina Górnego Hronu znana jest z tradycyjnego śpiewu polifonicznego. W Heľpie od 1966 r. odbywają się corocznie Horehronské dni spevu a tanca, festiwal folklorystyczny ukierunkowany na region Horehronia. Najbardziej znanym okolicznym zbójnikiem był Jakub Surovec.

## Inne atrakcje
Do popularnych atrakcji regionu należy Czarnohrońska kolej leśna w Čiernym Balogu i skansen leśny w dolinie Vydrovskiej. Kolejka wąskotorowa została wybudowana w dolinie Czarnego Hronu głównie w celu zwózki drewna.
Kolejowe atrakcje uzupełnia telgarcka pętla na trasie Margecany – Červená Skala. Pętla ta (częściowo w tunelu), unikat w byłej Czechosłowacji, umożliwia linii osiągnięcie wysokości niezbędnej do przejścia przez przełęcz Besník.
W powiecie Brezno znajduje się 14 stoków narciarskich z wyciągami.